# Lac Cree
Le lac Cree est une étendue d'eau située dans la province de Saskatchewan, au Canada.

## Espèces piscicoles
Différentes espèces de poissons peuplent ce lac, telles que :
- le doré jaune,
- la perchaude,
- le grand brochet,
- le touladi (ou truite grise),
- le grand corégone,
- la lotte,
- l'ombre arctique,
- le meunier noir et le meunier rouge.